# John Coffey (storico)
John Coffey (1969) è uno storico e docente inglese.

## Biografia
Docente di storia moderna presso l'Università di Leicester, ha scritto monografie su Samuel Rutherford e John Goodwin. La sua opera Persecution and toleration in Protestant England, 1558-1689 è il primo lavoro sul tema dai tempi di Lo sviluppo della tolleranza religiosa in Inghilterra (1932-1940) di Wilbur Kitchener Jordan.

## Opere principali
- Life after the death of God?: Michel Foucault and postmodern atheism, Cambridge, Cambridge Papers, 1996
- Politics, religion and the British revolutions: the mind of Samuel Rutherford, Cambridge, Cambridge University Press, 1997
- Persecution and toleration in Protestant England, 1558-1689, Harlow, Longman, 2000
- John Goodwin and the Puritan Revolution: religion and intellectual change in seventeenth-century England, Woodbridge, Boydell Press, 2006
- The Cambridge companion to Puritanism (con Paul C.H. Lim), Cambridge, Cambridge University Press, 2008
- Exodus and liberation: deliverance politics from John Calvin to Martin Luther King Jr., Oxford-New York, Oxford University Press, 2014